# Fw 61 (航空機)
フォッケウルフ Fw 61（Fa 61）
- 用途：輸送機
- 分類：ヘリコプター
- 設計者：ハインリヒ・フォッケ、ゲルト・アハゲリス
- 製造者：フォッケウルフ、フォッケ・アハゲリス
- 運用者： ドイツ国
- 初飛行：1936年6月26日
- 生産数：2機[1]

フォッケウルフ Fw 61(Focke-Wulf Fw 61)は、ドイツが開発した世界初の実用ヘリコプターである。機番はFa 61とも表記される。
サイド・バイ・サイド・ローター形式のヘリで、Fw 44の胴体にジーメンス Sh 14Aを搭載し、航続距離230km、最高速度120km/hを記録した。
機首にも2枚羽根のプロペラ状のものがあるが、これは空冷星型エンジンの冷却ファンであり、前進時の推力に利用するものではない。
初飛行は1936年6月26日。

## 開発
ハインリヒ・フォッケ博士は、シェルバ社製のシェルバ C.19、シェルバ C.30という2機種のオートジャイロのフォッケウルフ社でのライセンス生産を行っていた。また彼はFw 186の開発を通じ、それらの経験から、オートジャイロの不十分で限定的な運用能力は、本当のヘリコプターによってのみ解決されるという結論に達した。フォッケとゲルト・アハゲリス技師は、1932年にこのヘリコプターの開発を始め、1934年には小型の2ストロークエンジンを搭載した、自由飛行が可能な、後の成功に繋がる機体を製造した。この機体はミュンヘンのドイツ博物館で見ることができる。
1935年2月9日にフォッケはFw 61と命名された試作機の製造を命じられたが、フォッケ自身はこの機をF61と称していた。ドイツ航空省技術部のロルフ・ルフト（Roluf Lucht）は12月19日に2機目の試作機を発注した。この機体の胴体構造部は実績のある練習機フォッケウルフ Fw 44シュティーグリッツ（Stieglitz）を基にして、1基の星型エンジンが胴体の左右に張り出した2基のローターを駆動した。この左右のローターは互いに反対向きに回転することにより、ルイ・ブレゲーにより知られるようになったトルク反動の問題を解決していた。
僅か2機のみの試作機が製造され、試作初号機(V1)、登録記号D-EBVUは1936年6月26日にエヴァルト・ロールフスの操縦で初の自由飛行を行った。試作2号機(V2)、登録記号D-EKRAは1937年春に完成し初飛行した。1937年5月10日にV2はエンジンを止めて着陸するオートローテーションに成功した。これによりアドルフ・ヒトラーによるナチスは実用に耐えられるヘリコプターの開発に成功。

## 運用の歴史
1938年2月、Fw 61はハンナ・ライチュの操縦により、ベルリンにある運動競技場「ドイッチュラントハレ」の屋内で展示飛行を行った。これに続いてFw 61は高度、速度、最長滞空時間の記録を、1938年6月には3,427 m（11,243ft）の飛行高度記録と230km（143マイル）の直線飛行距離を樹立した。

## 性能・主要諸元
- 乗員：1名
- 全長：7.29 m
- 全高：2.64 m
- 主ローター直径：7.01 m
- 空虚重量：818 kg
- 最大離陸重量：950 kg

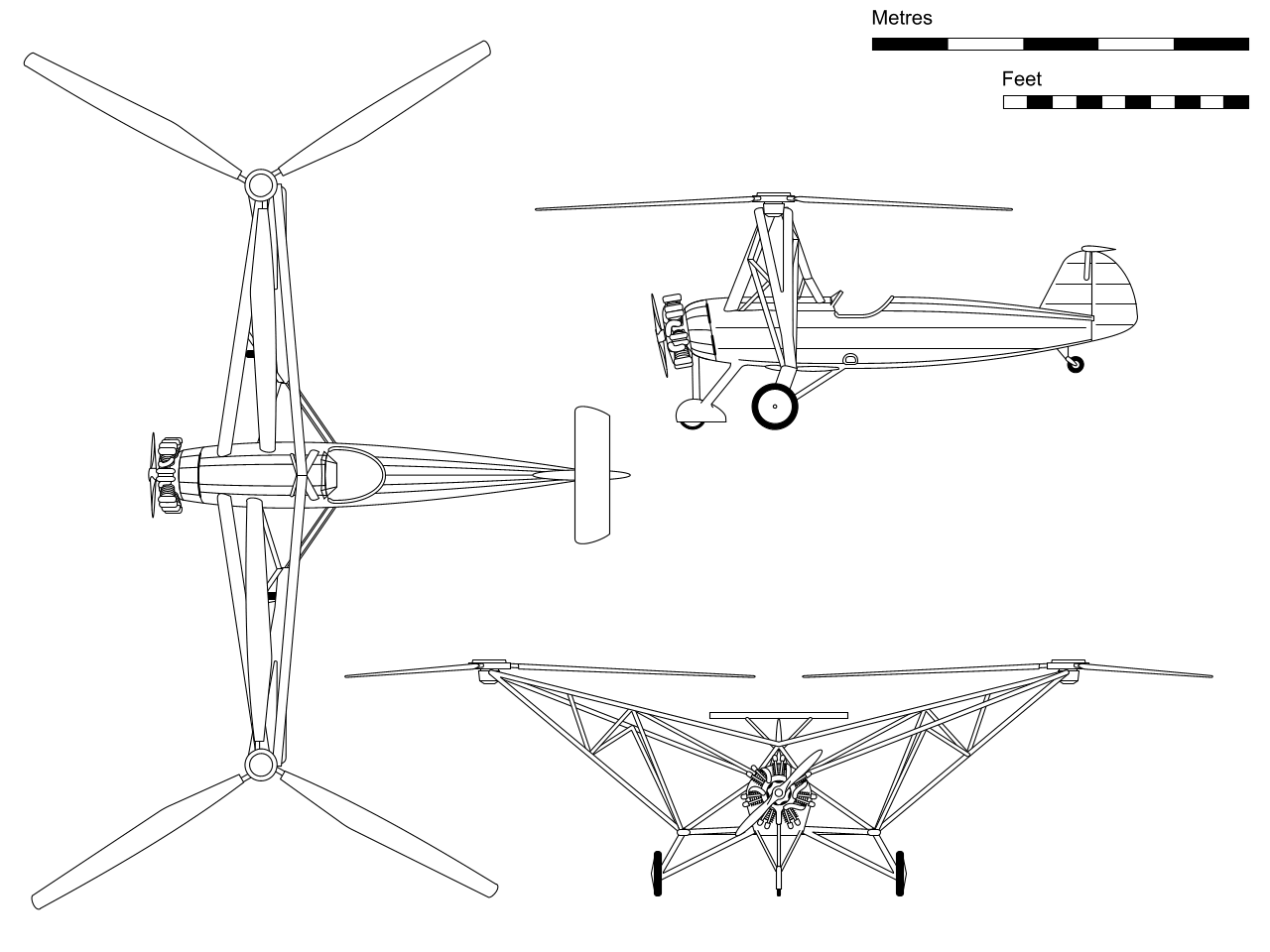
Orthographic projection of the Fw 61 V2

- エンジン：1 × BMW Bramo 314 E 星型エンジン 7気筒、160 hp (119 kW)
- 最高速度：122 km/h
- 巡航速度：90 km/h
- 巡航高度：3,427 m
- 航続距離：230 km
- 上昇率：3.50 m/s